# Generación 2000
Generación 2000 fue un programa de televisión juvenil musical chileno emitido y producido por Canal 13 entre el 5 de enero al 6 de marzo de 1998. 
Fue un derivado y el nombre que tomó desde ese año la sección Generación… emitido dentro del programa Venga Conmigo del mismo canal, que inició como una competencia para futuros cantantes en 1993, pasando al año siguiente a ser un grupo de baile juvenil que coreografiaba las canciones de moda, alcanzado con ese formato popularidad durante la década de los 90 y siendo vitrina para diversas celebridades que continuaron desarrollándose en el baile, canto y en el espectáculo.

## Historia
El segmento se originó al mismo tiempo que el programa, en mayo de 1993; como forma de buscar a nuevos talentos en el canto, se creó el espacio donde 5 promisorios cantantes se presentaban al público, acumulando cada semana un puntaje otorgado por el público presente en el estudio del programa como por un jurado que rotaba de integrantes cada semana. Al finalizar el mes, se elimina al cantante con menor puntaje, ingresando en su reemplazo un nuevo aspirante. 
Esta dinámica se mantuvo durante el año, llegando al verano de 1994 donde de un grupo de 5 cantantes, cada semana se eliminaron 1, hasta quedar con 2 competidores que definiría el primer lugar. En marzo de 1994, se realizó la final en la emisión veraniega del programa en Concepción, resultando como ganador el cantante Dionisio Abarca, seguido en el segundo lugar por Douglas Rebolledo, conocido simplemente como Douglas. Ambos obtuvieron un contrato discográfico para grabar un EP de 4 canciones; con los años, Abarca desapareció del mapa de la industria, mientras que Douglas desarrolló una exitosa carrera musical.
Para la temporada 1994 del programa, se decide cambiar de enfoque el espacio, pasando a ser de bailarines, inspirado en Música Libre. El formato de competencia se mantuvo: un grupo de 5 bailarines que coreografiaban las canciones del momento, acumulando cada semana del mes puntaje del público y de un jurado semanal, eliminando al final de cada mes 1 postulante e ingresando otro en su lugar. Desde la primera aparición de la competencia, comenzó a destacar el nombre de Marcela Leigthon, conocida como Coty, sumándose en el transcurso del año otros nombres que se transformarían en favoritos del público como Carolina Oliva, Paul Barreaux, Patricia "Pachi" Lake e Ignacio Rosselot. Para la temporada de verano, quedaron 5 concursantes que acumularon puntaje semana a semana hasta que en la final realizada en marzo de 1995 en Temuco, consagró como ganadora a Oliva. El buen recibimiento en el público de la generación hizo que el programa contratará a los finalistas para que continuaran, pasando a ser un ranking musical con los éxitos del momento. A las semanas, se unió el actor Cristian de la Fuente, quien comenzó a oficiar como presentador del segmento.
Para 1996, la salida de algunos integrantes como Lake y Rosselot, llevó al programa a iniciar un nuevo casting al aire, con votación del público y jurado rotativo, para encontrar nuevos integrantes del espacio. Bajo esta competencia, a mediados de año, se unió al grupo María Isabel Indo, más conocida como Chabe y en septiembre se integraron Gonzalo Hevia y Alejandro Monreal. Esta formación consolidó al segmento dentro del público, llevándolos a realizar eventos fuera del programa en todo el país con gran éxito. También se incluyó versiones propias de las canciones del ranking, lo que permitió en el futuro que integrantes como Barreaux y Hevia desarrollaran lanzamientos discográficos.
Debido al éxito del segmento, se decidió crear un programa separado de media hora para ser parte de la programación de verano del canal. Generación 2000 (nombre que tomó el segmento) se estrenó el 5 de enero de 1998 y se transmitió de lunes a viernes hasta el 6 de marzo. Durante ese año, siguieron participando en Venga conmigo, sin embargo, se produjeron cambios importantes; en abril, Leighton dejó el espacio por el nacimiento de su primera hija  y en julio, apelando a un recambio de nombres, Barreaux, Indo, Hevia y Monreal salieron del segmento, con Oliva quedando en el programa para iniciar su carrera como actriz en el sketch Mi tío y yo.
A partir de entonces, se usó el segmento para buscar a una nueva formación de jóvenes que conformarían el espacio a través de un casting al aire. A finales de año, luego de meses de competencia, se definieron a sus nuevos integrantes, los cuales fueron Francesca Cigna, Christian Ocaranza, Jason Heredia, Patricio Rivera, Paula Rojas y Edita Ramelli. Tuvieron su debut en la gira de verano del programa donde el grupo comenzó a ganar notoriedad en el público; esa gira marcó la despedida de De la Fuente que abandonó el segmento para internacionalizar su carrera, siendo reemplazado por el actor Rodrigo Rochet.
A mediados de 1999, coincidiendo con el aniversario del programa y el inicio de programas realizados en el Teatro Monumental, el programa trajo de regreso a Coty, Carolina, Paul, Chabe, Gonzalo y Alejandro uniéndolos al grupo nuevo, teniendo gran recibimiento del público; en esta etapa el segmento se consolida como uno de los más populares del programa, causando histeria entre el público. En el año 2000, Rochet abandonó el espacio para internacionalizar su carrera, siendo reemplazado por Pedro Lladser, modelo surgido del programa. 
En 2001, el grupo fue invitado a realizar un show en el Festival de Viña, como manera de coronar su éxito, presentándose en la noche del 22 de febrero. Sin embargo, tuvieron una tibia recepción del público, siendo catalogado de fracaso por la crítica. El traspié supuso el fin de la gran mayoría del grupo, que abandonaron el segmento, solo quedando para mediados de año Leighton, Hevia y Rivera. A lo largo de ese año, recibieron a nuevos integrantes, pero se evidenció una baja en la popularidad en el público e importancia dentro del programa, llevando a su fin, tras la temporada de verano, en marzo de 2002.